# Деревенская невеста
«Деревенская невеста» яп. 村の花嫁, мура-но ханаёмэ; англ. The Villiage Bride — японский немой фильм режиссёра Хэйноскэ Госё, снятый в 1928 году. К настоящему времени кинолента считается утерянной. Фильм номинировался на кинопремию «Кинэма Дзюмпо», однако по результатам голосования занял 6 место в десятке номинантов.

## Сюжет
Осидзу, провинциальная девушка, дочь деревенского парикмахера, попала под карету и стала калекой. Из-за этого она вынуждена отказаться от любимого жениха и уступить его младшей сестре Окину. Бродячий торговец, лицемерно посочувствовав ей, заманивает девушку в местную гостиницу и насилует её. Опозоренная и изнасилованная девушка находит в себе силы покинуть деревню и уходит на работу в город.

## В ролях
- Эмико Ягумо — Осидзу
- Кинуё Танака — Окину, её сестра
- Харуро Такэда — Дзинбэй
- Сёити Кофудзита — Содзи
- Эйко Такамацу — Оёси
- Хикару Хоси — Кэнан
- Дзюн Араи — Сигэсаку

## Премьеры
- — 27 января 1928 года состоялась национальная премьера фильма в Токио[3].